# Earl of Orrery

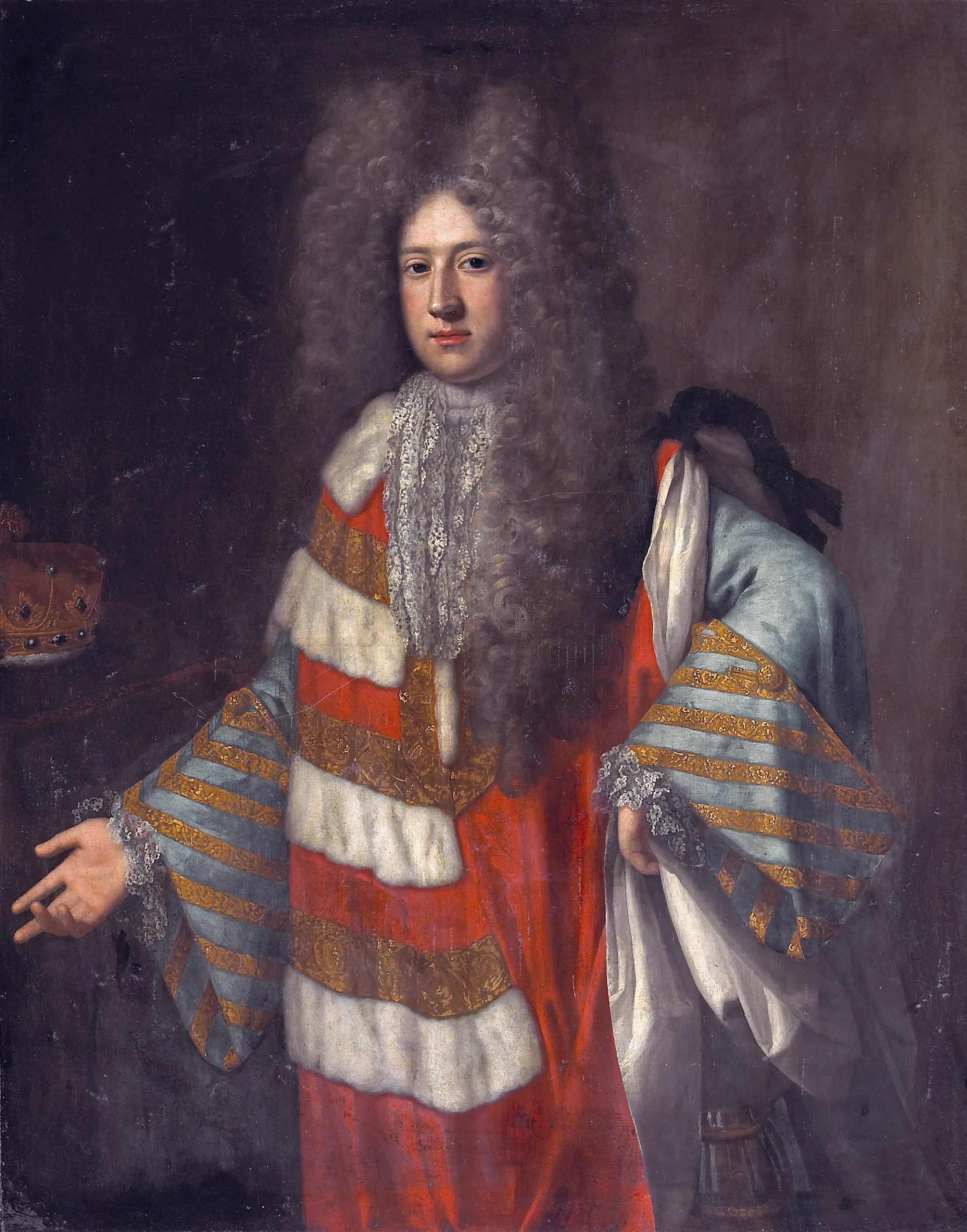
Roger Boyle, 2. Earl of Orrery

Earl of Orrery ist ein erblicher britischer Adelstitel in der Peerage of Ireland.

## Verleihung
Der Titel wurde am 5. September 1660 von König Karl II. an Roger Boyle, 1. Baron Boyle of Broghill, verliehen. Bereits am 28. Februar 1628 war er, ebenfalls in der Peerage of Ireland, zum Baron Boyle of Broghill erhoben worden.
Sein Enkel, der 4. Earl, wurde am 5. September 1711 in der Peerage of Great Britain zum Baron Boyle of Marston, in the County of Somerset erhoben. Mit diesem Titel war im Gegensatz zu seinen irischen Titeln bis 1999 ein erblicher Sitz im House of Lords verbunden.
Dessen Sohn, der 5. Earl, erbte 1753 auch den 1620 in der Peerage of Ireland geschaffenen Titel 5. Earl of Cork, nebst den nachgeordneten Titeln 5. Viscount Dungarvan, 5. Viscount Boyle of Kinalmeaky und 5. Baron Boyle of Youghal. Die beiden Earldoms sind seither vereinigt.

## Earls of Orrery (1660)
- Roger Boyle, 1. Earl of Orrery (1621–1679)
- Roger Boyle, 2. Earl of Orrery (1646–1682)
- Lionel Boyle, 3. Earl of Orrery (1671–1703)
- Charles Boyle, 4. Earl of Orrery (1674–1731)
- John Boyle, 5. Earl of Cork, 5. Earl of Orrery (1707–1762)
- Hamilton Boyle, 6. Earl of Cork, 6. Earl of Orrey (1729–1764)
- Edmund Boyle, 7. Earl of Cork, 7. Earl of Orrey (1742–1798)
- Edmund Boyle, 8. Earl of Cork, 8. Earl of Orrery (1767–1856)
- Richard Boyle, 9. Earl of Cork, 9. Earl of Orrery (1829–1904)
- Charles Boyle, 10. Earl of Cork, 10. Earl of Orrery (1861–1925)
- Robert Boyle, 11. Earl of Cork, 11. Earl of Orrery (1864–1934)
- William Boyle, 12. Earl of Cork, 12. Earl of Orrery (1873–1967)
- Patrick Boyle, 13. Earl of Cork, 13. Earl of Orrery (1910–1995)
- John Boyle, 14. Earl of Cork, 14. Earl of Orrery (1916–2003)
- John Boyle, 15. Earl of Cork, 15. Earl of Orrery (* 1945)

Voraussichtlicher Titelerbe (Heir Apparent) ist der Sohn des aktuellen Titelinhabers, Rory Boyle, Viscount Dungarvan (* 1978).

## Trivia
Seit der 4. Earl of Orrery eine Planetenmaschine bauen ließ, werden solche Maschinen nach ihm Orrery genannt.